# Olshanskyita
L'olshanskyita és un mineral de la classe dels borats. Rep el seu nom de l'especialista en geoquímica física rus Yakov Iosifovich Ol'shanskii (1912–1958).

## Característiques
L'olshanskyita és un borat de fórmula química Ca₂[B₃O₃(OH)₆](OH)·3H₂O. Va ser aprovada com a espècie vàlida per l'Associació Mineralògica Internacional l'any 1968. Cristal·litza en el sistema triclínic. Forma cristalls aplanats, de fins a 1 centímetre, en petits filons de fibres creuades i en forma massiva. La seva duresa a l'escala de Mohs és 4.
Segons la classificació de Nickel-Strunz, l'olshanskyita pertany a «06.C - Nesotriborats» juntament amb els següents minerals: inderita, ameghinita, kurnakovita, inderborita, meyerhofferita, inyoïta, solongoïta, peprossiïta-(Ce) i nifontovita.

## Formació i jaciments
Es troba en skarns magnèsics. Es forma per l'alteració de la nifontovita i altres borats anhidres, prop de skarns de gehlenita-spurrita. Va ser descoberta l'any 1968 al dipòsit de bor de Titovskoe, a la conca del riu Dogdo, a Sakhà (Rússia). També ha estat trobada a la mina Fuka (Illa de Honshu, Japó) i a la mina Shijiangshan (Mongòlia Interior, Xina). Sol trobar-se associada a altres minerals com: sakhaïta, szaibelyita, calcita, limonita, quars, nifontovita, frolovita, pentahidroborita, takedaïta, sibirskita, parasibirskita, borcarita o bultfonteinita.